# Kristdemokraterna (Sverige)
Kristdemokraterna (KD) är ett kristdemokratiskt politiskt parti i Sverige, bildat 1964. På partiets valsedlar anges partibeteckningen Kristdemokraterna men partiets formella juridiska beteckning är Kristdemokratiska partiet. Partiledare är sedan 25 april 2015 Ebba Busch.
Kristdemokraterna blev invalda i Sveriges riksdag för första gången 1991, och har varit ett riksdagsparti sedan dess. Partiet satt i regering 1991–1994, 2006–2014 och gör det åter sedan 2022.

## Ideologi
Kristdemokraterna beskrev sig ursprungligen som ett icke-socialistiskt parti, men ville inte heller betecknas som borgerligt, men tog ställning för en borgerlig regering när de inledde ett valsamarbete 1985 med Thorbjörn Fälldins centerparti.
Idag betecknar Kristdemokraterna sig som ett "värdeorienterat idéparti" som "står för demokrati byggd på kristen människosyn och värdegrund" och hävdar sig till den kontinentala kristdemokratiska traditionen med idéer som personalism, människan och hennes ofullkomlighet, förvaltarskap, subsidiaritet och solidaritet. Partiet profilerar sig främst inom vård, omsorg, familje- och äldrefrågor, integration samt kriminalpolitik.
Kristdemokratin bygger på en kristen människosyn och värdegrund. Enligt kristdemokraterna innebär detta att varje människa är unik och ofullkomlig men samtidigt har ett okränkbart värde och okränkbara rättigheter. Ideologin innefattar också personalism som innebär att människan är en social varelse med behov av olika små, naturliga gemenskaper. Dessa gemenskaper, exempelvis familjen, anser man vara grunden för det goda samhället.
Kristdemokraterna står även för subsidiaritetsprincipen som innebär att beslut ska fattas på lägsta möjliga samhällsnivå och förvaltarskapsprincipen som partiet tillämpar till exempel på miljöpolitiken och den ekonomiska politiken vilken innebär att man ska förvalta det man har idag till förmån för kommande generationer. Kristdemokratin betonar även det solidariska ansvaret mot medmänniskorna.
Kristdemokraterna betraktar de europeiska kristdemokratiska partierna som sina systerpartier trots sitt eget ursprung i en svensk, folklig frikyrklighet som inte är av helt samma karaktär som den katolska kristenhet vilken de tyska, bayerska och italienska motsvarigheterna utgått från. Partiet har dock under en längre tid försökt närma sig denna kontinentala, katolskt sprungna kristdemokrati, som också har idémässiga kopplingar till konservatismen.

## Politiskt program
Kristdemokraterna sätter människovärdet främst och vill prioritera det som är nödvändigt för att bygga ett samhälle som håller ihop. Kristdemokraternas viktigaste områden är familjepolitik, äldreomsorg, hälso- och sjukvård, integrationsfrågor, kriminalpolitik samt gles- och landsbygdspolitik. Partiets prioriterade frågor är vården, äldrefrågorna och tryggheten.
Under lång tid var bistånd en av Kristdemokraternas kärnfrågor, men partiet har släppt enprocentsmålet. Tidigare var även anhöriginvandring, samt rehabilitering och återintegrering i samhället efter avtjänat straff, viktiga profilfrågor.

### Ekonomi och skatter
Under valrörelsen 2006 profilerade de sig starkt för sänkt bensinpris och för slopad fastighetsskatt. Under den kommande mandatperioden var de en drivande faktor inom Alliansen till att avskaffa fastighetsskatten, som togs bort den 1 januari 2008. Kristdemokraterna är emot att införa en flygskatt och emot höjd bensinskatt.

### Familjepolitik
Kristdemokraterna förespråkar en familjepolitik som innebär att barnens omhändertagande främst är familjens ansvar, snarare än staten eller andra politiska instanser. Genom exempelvis vårdnadsbidraget ska familjen själv få en möjlighet att välja omsorg för sitt barn. Inom barnomsorgen har Kristdemokraterna drivit en fråga om att införa ett kommunalt vårdnadsbidrag, samt även en barnomsorgspeng så att föräldrar kan välja olika former av barnomsorg. De vill se en fri föräldraförsäkring där familjen kan välja själv hur ledighetsveckorna ska fördelas.
Kristdemokraterna är för könsneutrala äktenskap, men vill överlåta äktenskapsbegreppet till civilsamhället och för att tydligare skilja på kyrka och stat i lagstiftningen. År 2015 antog Kristdemokraternas riksting en motion som ställde sig bakom lagstiftningen som tillåter samkönade par att prövas som adoptivföräldrar.

### Hälsa och sjukvård
Inom hälso- och sjukvårdspolitiken vill Kristdemokraterna avskaffa regionerna och förstatliga hälso- och sjukvården för att effektivisera samt kunna garantera en likvärdig vård i hela landet. De vill även återinföra den så kallade "kömiljarden" som en morot att minska vårdköerna.
Partiet står bakom nuvarande svensk abortlagstiftning.

### Näringsliv och arbetsmarknad
Kristdemokraterna vill utöka jobbskatteavdraget till riktade grupper; för personer som kommer från långvarig arbetslöshet eller sjukskrivning, för unga, för småbarnsföräldrar samt för personer över 64 år. De vill införa ett förhöjt bostadstillägg för pensionärer.
Inom företagspolitiken vill Kristdemokraterna bland annat sänka arbetsgivaravgifterna för företagen. De vill även utöka taket i RUT-avdraget till 75 000 kr, samt vidga RUT till att också omfatta flyttjänster, tvättjänster och trygghetstjänster för att stimulera branschen och skapa nya jobb.

### Rättsväsende
Inom kriminalpolitiken värnar Kristdemokraterna proportionalitetsprincipen och vill se straff i relation till den kränkning som brottsoffret utsatts för. De förespråkar skärpta straff för vålds- och sexualbrott. De vill stärka arbetet mot hedersvåld och var pådrivande i att införa hedersbrott som en särskild brottsrubricering. De vill tillåta anonyma vittnen i rättegångar kopplade till organiserad brottslighet. De vill se ökade resurser till Polismyndigheten, Säkerhetspolisen och Tullverket.

### Skola och utbildning
Inom utbildningspolitiken vill Kristdemokraterna se ökade resurser till skolor i utsatta områden för att uppnå ökad likvärdighet mellan skolor. De vill se ett lönelyft för lärartjänster i utanförskapsområden för att öka kvaliteten. De är för friskolor och det fria skolvalet. De vill satsa på särskilda utbildningsträffar för föräldrar där dessa ska få information om skolvalet och hur de kan stötta sina barn i skolarbetet. De vill utöka antalet idrottstimmar i skolan från 500 till 700. De vill att nationella prov ska rättas externt och på ett tydligare sätt än idag kopplas till elevens slutbetyg, detta för att främja rättvisande betyg.

### Välfärd och äldreomsorg
Inom äldreomsorgen lyfter Kristdemokraterna särskilt upp de äldres rätt till ett värdigt liv. De vill införa en lägsta standard för vad en boende på äldreboende kan kräva. Äldre ska även kunna få välja om de vill bo kvar hemma eller om de ska bo på ett äldreboende.

## Historia
Kristdemokraterna antog sitt nuvarande partinamn 1996. Det ersatte då namnet Kristdemokratiska Samhällspartiet (KdS) som använts från 1987, och som i sin tur hade ersatt namnet Kristen demokratisk samling (KDS) som partiet antog vid grundandet 1964.

### Kristet Samhällsansvar (1956–1964)
År 1956 bildades gruppen Kristet Samhällsansvar (KSA) för att lyfta fram kristna kandidater och värderingar. Med tiden växte en idé fram om att grunda ett kristligt politiskt parti. Mest pådrivande i detta var pingströrelsens ledare, Lewi Pethrus. En bidragande orsak var 1963 års förslag till gymnasiereform, där kristendomsämnets timantal i läroplanerna skulle skäras ned kraftigt. Trots en namninsamling som gav 2,1 miljoner underskrifter (vilket då motsvarade cirka 30 % av Sveriges befolkning och därmed var landets största namninsamling genom tiderna i relation till folkmängden) drevs förslaget igenom i riksdagen, vilket väckte stark kritik från kristet håll.

### Grundandet (1964)
Partiet bildades som föreningen Kristen Demokratisk Samling (KDS) den 20 mars 1964. Den 15 april samma år konstituerades föreningen som ett parti och Birger Ekstedt valdes till partiordförande.

### Småparti (1965–1985)
Under sina första två decennier var KDS ett småparti utan riksdagsmandat. Riksdagsledamoten Dagmar Heurlin lämnade dock Högerpartiet (nuvarande Moderaterna) under pågående mandatperiod i maj 1968 och gick med i KDS. Även om hon formellt sett då var partilös, en så kallad "politisk vilde", fram till riksdagens upplösning i oktober samma år, kan hon därmed göra anspråk på att vara "den första KDS:aren i riksdagen".

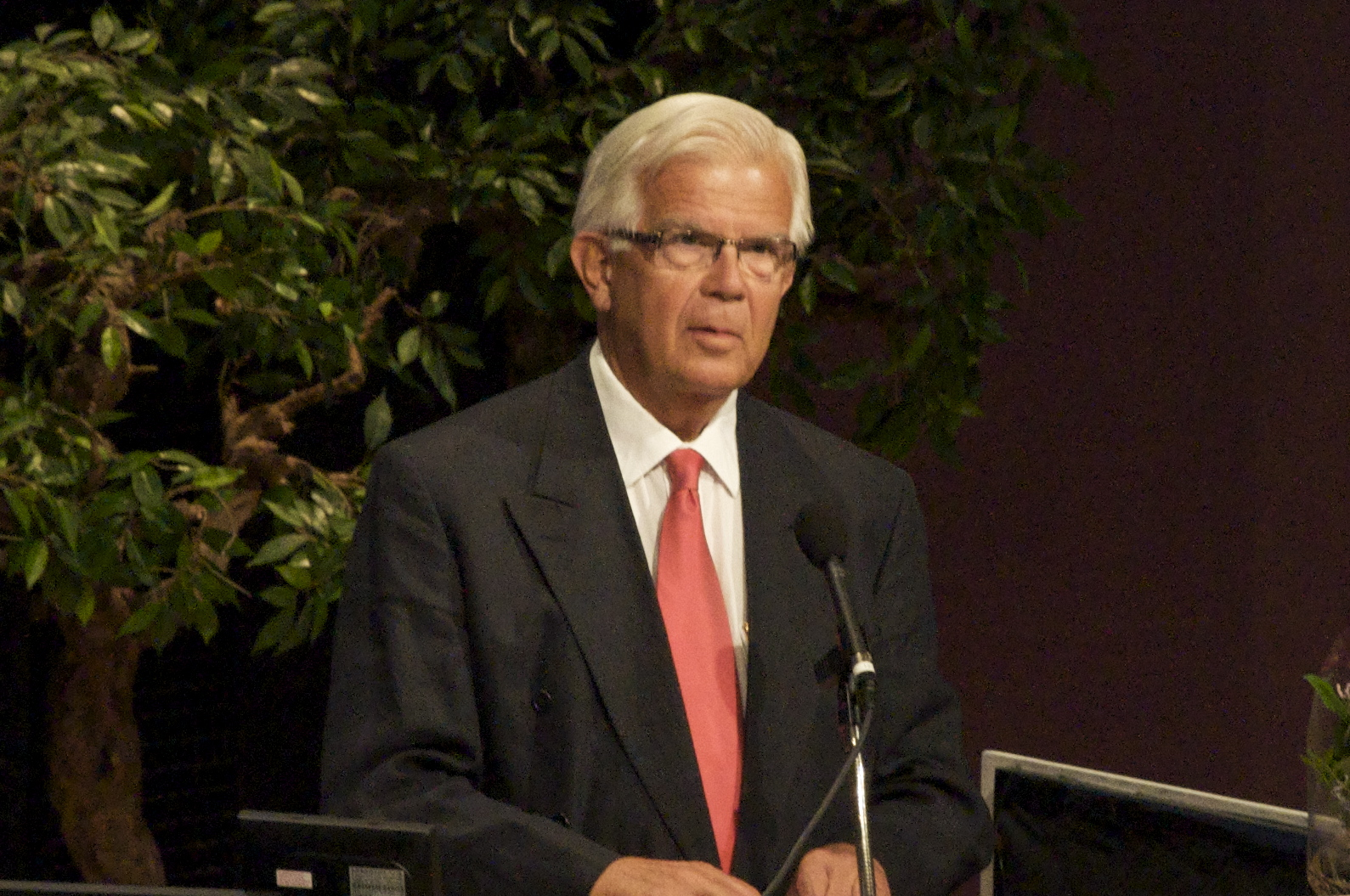
Alf Svensson

Efter att Ekstedt avlidit 1972 valdes Alf Svensson på rikstinget 1973 till ny partiordförande.

### Samverkan med Centerpartiet (1985–1988)
År 1985 hade Kristen demokratisk samling (KDS) en valsamverkan med Centern som innebar att man gick fram med egna listor men under den gemensamma beteckningen Centern. Tanken med samarbetet var att KDS skulle kunna kringgå fyraprocentsspärren och ta sig in i riksdagen och att det borgerliga blocket med hjälp av KDS skulle kunna få en icke-socialistisk majoritet i riksdagen. Samverkan kritiserades därför inte oväntat från socialdemokratiskt håll. Valet blev i en bemärkelse en framgång för KDS, då man fick in Alf Svensson i riksdagen och därmed sin första riksdagsledamot som blivit invald för partiet. Dock fick man inte riksdagsledamöter i proportion till den andel röster som tillfallit KDS inom ramen för den gemensamma valbeteckningen, och en stor del av partiets ledning ansåg sig därmed ha tjänat mindre på samarbetet än vad man gav till Centerpartiet i form av nya röster.
År 1987 bytte partiet namn till Kristdemokratiska Samhällspartiet (KdS).

### Riksdagsparti (1991–2006)
År 1991 kom partiet för första gången över fyraprocentsspärren och tog därmed plats i riksdagen. Samtidigt bildade borgerligheten regeringen Carl Bildt där KdS fick tre statsråd. Tre år senare, i riksdagsvalet 1994, var partiet dock nära att åka ur riksdagen men de höll sig kvar med ett valresultat bara något över fyraprocentsspärren. 
År 1996 bytte partiet åter namn, nu till det nuvarande Kristdemokraterna. I riksdagsvalet 1998 uppnådde partiet sitt hittills bästa valresultat i ett riksomfattande val med 11,8 procent av rösterna.
I april 2004 lämnade Alf Svensson partiledarposten efter drygt 30 år för att efterträdas av Göran Hägglund.

### Alliansregeringen (2006–2014)
Kristdemokraterna deltog i det borgerliga samarbetet Allians för Sverige (vardagligt "Alliansen") som skapades 2004. Alliansen vann riksdagsvalet 2006 och bildade en regering, regeringen Reinfeldt, som satt fram till 2014. I den hade Kristdemokraterna tre statsrådsposter, besatta av Göran Hägglund (2006–2014), Maria Larsson (2006–2014), Mats Odell (2006–2010) och Stefan Attefall (2010–2014).
I oktober 2011 accepterade Mats Odell de nomineringar han hade fått till posten som partiledare för Kristdemokraterna och utmanade därmed Göran Hägglund om partiledarskapet. På ett extra riksting den 28 januari 2012 fick Hägglund förnyat förtroende på posten som partiledare.

### Oppositionsparti (2014–2022)
Göran Hägglund efterträddes 25 april 2015 som partiledare av Ebba Busch Thor. Övriga kandidater till partiledarposten var Jakob Forssmed, och i ett tidigare skede Acko Ankarberg Johansson, som båda dock drog tillbaka sina kandidaturer. Även Lars Adaktusson hade nominerats men tackat nej.
Kristdemokraternas riksting fattade den 9 oktober 2015 beslutet att partiet skulle lämna den så kallade decemberöverenskommelsen.
Under mandatperioden 2014–2018 låg Kristdemokraterna i många opinionsmätningar under 4%-spärren (i juni 2018 så lågt som 2,4 procent i Sifos mätning). Inför riksdagsvalet 2018 den 9 september 2018 lyckades man dock valspurta, och slutade som sjätte största parti med valresultatet 6,37 procent.

### Regeringsparti (2022–)
Sedan riksdagsvalet 2022 ingår partiet i regeringen Kristersson med sex statsråd.

## Organisation

### Partisymbol
Från 1996 till 2017 hade Kristdemokraterna en vitsippa som partisymbol. År 2017 bytte partiet till en grafiskt enkel blåvit logotyp baserad på de båda bokstäverna K och D.

### Lokalavdelningar och partidistrikt
Partiets organisation består av tre nivåer: partiavdelning, partidistrikt och riksorganisation. Medlemsinflytande utövas direkt av medlemmarna på partiavdelningsnivå och av de ombud som medlemmarna utser för partidistrikts- och riksorganisationsnivå.
Vid alla tre nivåer finns en styrelse som väljs av respektive partiavdelningsårsmöte, partidistriktsårsmöte eller riksting. Därtill har de tre associerade förbunden rätt att utse varsin ledamot och ersättare på respektive organisationsnivå.

### Partiordförande
| Namn | Namn           | Bild | Född             | Tillträde     | Avgick              |
| ---- | -------------- | ---- | ---------------- | ------------- | ------------------- |
|      | Birger Ekstedt |      | 19 december 1921 | 1964          | avliden 5 juli 1972 |
|      | Alf Svensson   |      | 1 oktober 1938   | januari 1973  | 3 april 2004        |
|      | Göran Hägglund |      | 27 januari 1959  | 3 april 2004  | 25 april 2015       |
|      | Ebba Busch     |      | 11 februari 1987 | 25 april 2015 | nuvarande           |

### Förste vice partiordförande
| 1964–1968 | Lewi Pethrus, därefter "hedersordförande"  |
| 1968–1979 | Åke Gafvelin                               |
| 1979–1982 | Ernst Johansson                            |
| 1982–1985 | Maj-Lis Palo                               |
| 1985–1993 | Jan Erik Ågren (riksdagsledamot 1991–1994) |
| 1993–2003 | Inger Davidson                             |
| 2003–2015 | Maria Larsson                              |
| 2015–     | Jakob Forssmed                             |

### Andre vice partiordförande
| 1965–1976 | Sven Enlund                                                               |
| 1976–1979 | Jona Eriksson                                                             |
| 1979–1982 | Maj-Lis Palo                                                              |
| 1982–1987 | Stig Nyman (landstingsråd 1991–1994, 1998–2002, 2006–)                    |
| 1987–1989 | Rose-Marie Frebran (riksdagsledamot 1991–2002)                            |
| 1989–1990 | Britt-Marie Laurell                                                       |
| 1990–1993 | Ingrid Näslund (riksdagsledamot 1991–2000)                                |
| 1993–2003 | Anders Andersson (landstingsstyrelsens ordförande i Kalmar län 2002–2006) |
| 2003–2004 | Göran Hägglund                                                            |
| 2004–2012 | Mats Odell                                                                |
| 2012–2015 | David Lega                                                                |
| 2015–2017 | Emma Henriksson                                                           |
| 2017–2019 | Lars Adaktusson                                                           |
| 2019–     | Bengt Germundsson                                                         |

### Partisekreterare
| 1964–1972 | Bertil Carlsson                                 |
| 1972–1978 | Stig Nyman (landstingsråd 1991–1994, 1998–2002) |
| 1978–1985 | Per Egon Johansson                              |
| 1985–1989 | Dan Ericsson (riksdagsledamot 1991–2000)        |
| 1989–1991 | Inger Davidson                                  |
| 1991–1993 | Lars Lindén (riksdagsledamot 2002–2008)         |
| 1993–1994 | Dan Ericsson (riksdagsledamot 1991–2000)        |
| 1994–2002 | Sven Gunnar Persson (riksdagsledamot 2002–2008) |
| 2002–2006 | Urban Svensson                                  |
| 2006–2010 | Lennart Sjögren                                 |
| 2010–2018 | Acko Ankarberg Johansson                        |
| 2018–2022 | Peter Kullgren                                  |
| 2022–2023 | Johan Ingerö                                    |
| 2023–     | Liza-Maria Norlin                               |

### Partistyrelse (2023)
Ordinarie

Presidium
- Ebba Busch, partiordförande
- Jakob Forssmed, 1:e vice partiordförande
- Bengt Germundsson, 2:e vice partiordförande

Ledamöter
- Lili André, riksdagsledamot
- Gudrun Brunegård, riksdagsledamot
- Andreas Carlson, infrastruktur- och bostadsminister
- Hans Eklind, riksdagsledamot
- Torsten Elofsson, riksdagsledamot
- Sarah Kullgren, KDK:s förbundsordförande
- Elisabet Lann, kommunalråd i Göteborg
- David Lega, Europaparlamentariker
- Lars O Molin, KD Seniors förbundsordförande
- Mikael Oscarsson, riksdagsledamot
- Désirée Pethrus, regionråd i Region Stockholm
- Anders Sellström, fd riksdagsledamot
- Sara Skyttedal, Europaparlamentariker
- Erik Slottner, civilminister
- Nike Örbrink, KDU:s förbundsordförande

Ersättare
- Yusuf Aydin, riksdagsledamot
- Soheila Fors, ledamot av kommunfullmäktige i Karlskoga
- Ella Kardemark, kommunalråd i Halmstad
- Per Landgren, fd riksdagsledamot
- Birgitta Sacrédeus, regionråd i Region Dalarna
- Stefan Sarmes, KDU:s vice förbundsordförande
- Birgitta Södertun, KD Seniors vice förbundsordförande
- Eva Wallin, fd riksdagsledamot
- Patrik Åkesson, ledamot av regionfullmäktige i Kronoberg

## Finanser
Fördelning av Kristdemokraternas intäkter 2021
|  | Försäljning och lotterier (0 %) |

|  | Statligt partistöd (64 %) |

|  | Övriga intäkter (29 %) |

|  | Medlemsavgifter (5 %) |

|  | Donationer (2 %) |

Kristdemokraterna får sin största inkomst från det statliga partistödet.

## Samverkande organisationer

### Ungdomar
- Kristdemokratiska Ungdomsförbundet
- Kristdemokratiska Studentförbundet

### Kvinnor
- Kristdemokratiska Kvinnoförbundet

### Kristna
Partiet har en oberoende nomineringsgrupp i kyrkovalet
- Kristdemokrater för en levande kyrka

### Övriga grupperingar
- Kristdemokratiska Seniorförbundet

### Utbildning
- Studieorganisationen Framtidsbildarna

### Tankesmedjor, stiftelser och fonder
- Kristdemokratiskt Internationellt Center arbetar med demokratiutveckling i andra länder.
- Stiftelsen Civitas är ett oberoende idéinstitut som följer kristdemokratiska politiska traditionen.

### Media
Kristdemokraterna ägde, via Samhällsgemenskaps Förlags AB, tidningen Poletik, som lades ned 2016. Partiet utgav tidigare tidskriften Kristdemokratisk Debatt mellan åren 1992 och 2003 och Kristdemokraten 1979 till 2015. Kristdemokraterna ger även ut tidningen Vardagsliv fyra gånger om året.

### Internationella samarbeten
I Europaparlamentet är Kristdemokraterna en del av Europeiska folkpartiets grupp (EPP). Partiet är medlem av det Europeiska folkpartiet, Internationella Demokratiska Unionen och Kristdemokratiska internationalen.

## Valresultat

### Riksdagsval
Kristdemokraterna fick in sin första representant i riksdagen 1985 genom en valsamverkan med Centerpartiet. De kom in under eget namn 1991, och har varit ett riksdagsparti sedan dess.
Partiet är det sjätte största i Sveriges riksdag efter att i riksdagsvalet 2022 fått 5,3 procent av rösterna. Partiet hade sitt starkaste stöd i Jönköpings län, Kalmar län, Västra Götalands läns östra valkrets och Västra Götalands läns södra valkrets. 
| Valår | %             | Mandat    |
| ----- | ------------- | --------- |
| 1964  | 1,78 procent  | 0 av 230  |
| 1968  | 1,50 procent  | 0 av 230  |
| 1970  | 1,80 procent  | 0 av 350  |
| 1973  | 1,75 procent  | 0 av 350  |
| 1976  | 1,36 procent  | 0 av 349  |
| 1979  | 1,39 procent  | 0 av 349  |
| 1982  | 1,87 procent  | 0 av 349  |
| 1985* | 2,64 procent  | 1 av 349  |
| 1988  | 2,94 procent  | 0 av 349  |
| 1991  | 7,14 procent  | 26 av 349 |
| 1994  | 4,07 procent  | 15 av 349 |
| 1998  | 11,77 procent | 42 av 349 |
| 2002  | 9,15 procent  | 33 av 349 |
| 2006  | 6,59 procent  | 24 av 349 |
| 2010  | 5,60 procent  | 19 av 349 |
| 2014  | 4,57 procent  | 16 av 349 |
| 2018  | 6,32 procent  | 22 av 349 |
| 2022  | 5,34 procent  | 19 av 349 |

*Beräknat resultat. Vid riksdagsvalet 1985 var Kristdemokraterna (då KDS) i valsamverkan med Centerpartiet under beteckningen "Centern". Resultatet 2,64 procent är de av Centerns väljare som kan beräknas vara KDS-väljare, utifrån andelen som valde en valsedel med kandidater från KDS.

#### Resultat i riksdagsval per kommun

Resultat i riksdagsvalet 2022 på kommunnivå

Kristdemokraterna har ända sedan grundandet haft sitt starkaste fäste i Jönköpings läns valkrets och då främst i det område som brukar kallas svenska bibelbältet. Detta är ett område med en stark kyrklig tradition och en djupt rotad kristen tro. Detta har helt naturligt lett till att kristdemokraterna är starka i dessa områden, då de anses ta vara på de kristna värdena. I kommunerna Sävsjö, Gnosjö, Aneby och Vaggeryd har detta lett till ett mycket starkt stöd. Röstsiffrorna för kristdemokraterna i dessa kommuner uppgår till nära eller över 25 % av rösterna, vilket leder till att de får mycket starkt inflytande.

1973
1976
1979
1982
1988
1991
1994
1998
2002
2006
2010
2014
2018

#### Gruppledare i riksdagen
| 1991–2002 | Göran Hägglund  |
| 2002–2010 | Stefan Attefall |
| 2010–2012 | Mats Odell      |
| 2012–2015 | Emma Henriksson |
| 2015–2022 | Andreas Carlson |
| 2022–     | Camilla Brodin  |

#### Andra kända riksdagsledamöter
- Jerzy Einhorn, 1991-1994, cancerläkare
- Peter Althin, 2002–2006, rättspolitisk talesperson
- Aron Modig, 2014-2018, ungdomsförbundets ordförande 2011–2013
- Christian Carlsson, 2018-2019, ungdomsförbundets ordförande 2013–2018

### Regionval (Landstingsval till 2018)
| Valår | %            |
| ----- | ------------ |
| 1966  | 1,94 procent |
| 1970  | 1,93 procent |
| 1973  | 2,07 procent |
| 1976  | 1,93 procent |
| 1979  | 2,04 procent |
| 1982  | 2,40 procent |
| 1985  | 1,99 procent |
| 1988  | 3,05 procent |
| 1991  | 7,00 procent |
| 1994  | 3,74 procent |
| 1998  | 9,98 procent |
| 2002  | 8,20 procent |
| 2006  | 6,65 procent |
| 2010  | 5,01 procent |
| 2014  | 5,17 procent |
| 2018  | 7,11 procent |
| 2022  | 7,3 procent  |

### Kommunalval
| Valår | %            |
| ----- | ------------ |
| 1966  | 1,52 procent |
| 1970  | 1,84 procent |
| 1973  | 2,07 procent |
| 1976  | 1,96 procent |
| 1979  | 2,09 procent |
| 1982  | 2,42 procent |
| 1985  | 2,01 procent |
| 1988  | 2,80 procent |
| 1991  | 5,78 procent |
| 1994  | 3,21 procent |
| 1998  | 8,00 procent |
| 2002  | 7,09 procent |
| 2006  | 5,80 procent |
| 2010  | 4,36 procent |
| 2014  | 3,98 procent |
| 2018  | 5,20 procent |
| 2022  | 5,4 procent  |

### Kyrkoval
Partiet har inte längre någon nomineringsgrupp i Svenska kyrkan, utan har ersatts av nätverket Kristdemokrater för en levande kyrka (KR).

### Europaparlamentsval
I Europaparlamentsvalet 2019 erhöll Kristdemokraterna 8,6 procent av rösterna och två mandat i Europaparlamentet. Partiets två europaparlamentariker blev Sara Skyttedal och David Lega. I EU-valet 2024 minskade partiet till 5,7 procent och miste ett av sina två mandat. Ny EU-parlamentariker blev Alice Teodorescu Måwe.
| Valår | %            | Mandat  |
| ----- | ------------ | ------- |
| 1995  | 3,98 procent | 0 av 22 |
| 1999  | 7,64 procent | 2 av 22 |
| 2004  | 5,68 procent | 1 av 19 |
| 2009  | 4,68 procent | 1 av 18 |
| 2014  | 5,93 procent | 1 av 20 |
| 2019  | 8,62 procent | 2 av 20 |
| 2024  | 5,71 procent | 1 av 21 |

#### Europaparlamentariker
- Holger Gustafsson, 1995–1995 (utsedd av riksdagen)
- Anders Wijkman, 1999–2009
- Lennart Sacrédeus, 1999–2004
- Alf Svensson, 2009–2014
- Lars Adaktusson, 2014–2018
- Anders Sellström, 2018–2019
- Sara Skyttedal, 2019–2024, ledamot ITRE, ledamot EMPL, ledamot LIBE, ordförande Irakdelegationen
- David Lega, 2019–2024, ledamot AFET, ersättare CONT, ledamot samarbetskommittén EU-Ryssland
- Alice Teodorescu Måwe, 2024–

## Regeringsmedverkan

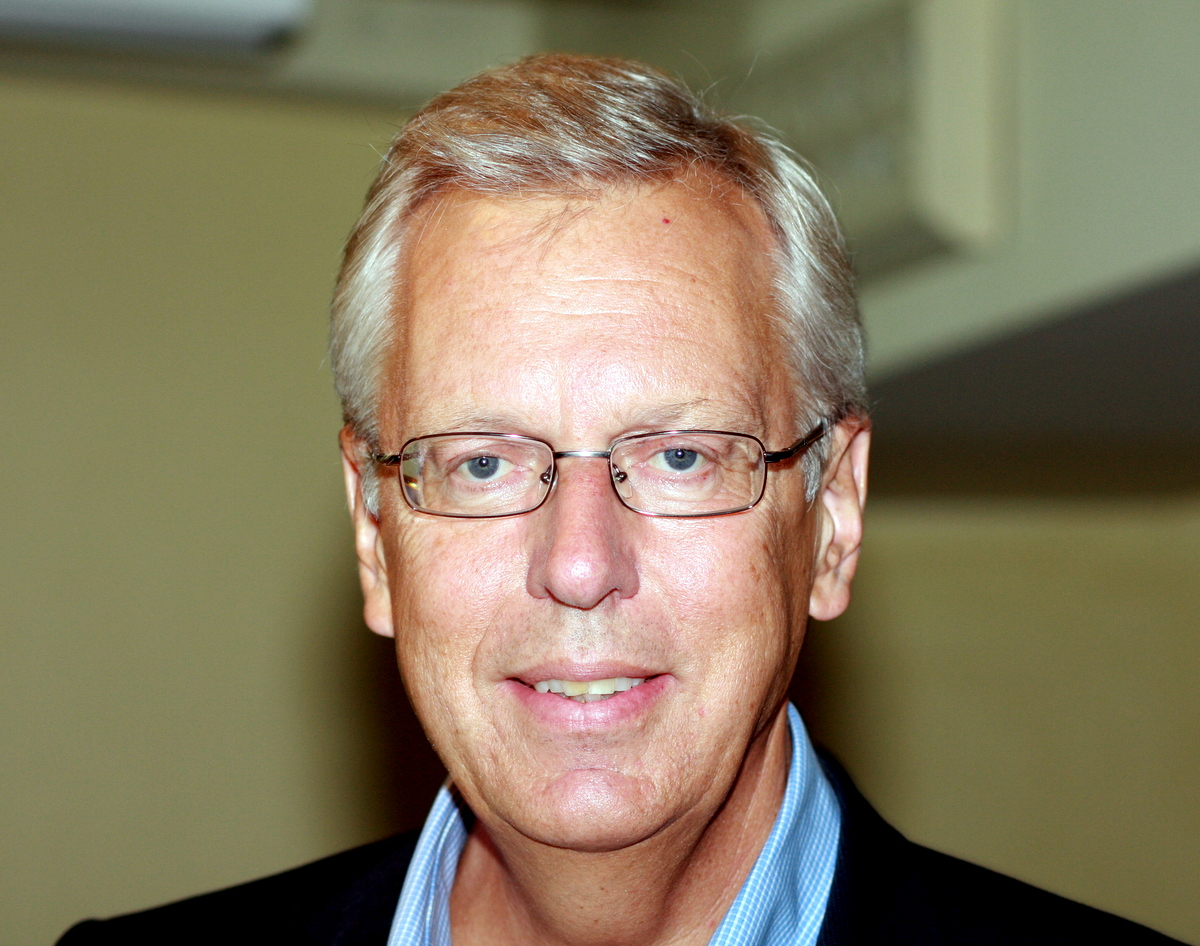
Mats Odell, den ende kristdemokrat som varit minister i två svenska regeringar; kommunikationsminister 1991–1994 och kommun- och finansmarknadsminister 2006–2010.

Kristdemokraterna har deltagit i följande regeringar: 
1. Regeringen Bildt 1991–1994
2. Regeringen Reinfeldt 2006–2014
3. Regeringen Kristersson 2022–

Kristdemokraterna gjorde sitt intåg i riksdagen på egen hand 1991 och blev samtidigt ett regeringsparti, en regering som satt fram till valet 1994. Mellan 2006 och 2014 var partiet åter i regeringsställning, och igen sedan 2022. De två första regeringarna som Kristdemokraterna ingick i var koalitionsregeringar där Centerpartiet, Liberalerna, Kristdemokraterna och Moderaterna ingått och där Moderaterna innehaft statsministerposten. I den nuvarande (2024) regeringen deltar Kristdemokraterna tillsammans med Liberalerna och Moderaterna där Moderaterna innehar statsministerposten.

### Statsråd från Kristdemokraterna i olika regeringar
Regeringen Bildt
| 1991–1994 | Alf Svensson (biståndsminister)      |
| 1991–1994 | Inger Davidson (civilminister)       |
| 1991–1994 | Mats Odell (kommunikationsminister), |

Regeringen Reinfeldt
| 2006–2010 | Mats Odell (kommun- och finansmarknadsminister)                                          |
| 2006–2014 | Maria Larsson (äldre- och folkhälsominister till 2010, därefter barn- och äldreminister) |
| 2006–2014 | Göran Hägglund (socialminister)                                                          |
| 2010–2014 | Stefan Attefall (civil- och bostadsminister)                                             |

Regeringen Kristersson
| 2022– | Ebba Busch (energi- och näringsminister samt vice statsminister) |
| 2022– | Jakob Forssmed (socialminister)                                  |
| 2022– | Acko Ankarberg Johansson (sjukvårdsminister)                     |
| 2022– | Erik Slottner (civilminister)                                    |
| 2022– | Andreas Carlson (infrastruktur- och bostadsminister)             |
| 2022– | Peter Kullgren (landsbygdsminister)                              |

### Kristdemokratiska reformer
- 1994: Statligt vårdnadsbidrag (slopat efter Socialdemokraternas valseger samma år).[45]
- 1994: Skolan får en värdegrund från och med den nya läroplanen Lpo 94.[46]
- 2008: Vårdnadsbidraget återinförs genom att kommunerna får möjlighet att införa det på kommunal nivå.[45]
- 2008: Fastighetsskatten avskaffas och ersätts av en begränsad kommunal avgift.[47]
- 2009: Lagen om valfrihetssystem införs.[48]
- 2009: Apoteksmonopolet avskaffas.[49][50]
- 2009: Kömiljarden inrättas - en reform som inte i första hand var en ekonomisk satsning, utan en prestationsbaserad premie för att förmå vårdgivarna att korta köerna i vården.[51]
- 2010: Vårdval blir obligatoriskt för samtliga landsting/regioner.[52]
- 2012: Gåvoskatteavdraget införs, som ger en skattelättnad för den som skänkt pengar till frivilligorganisationer.[53]
- 2014: Attefallshus, byggnader om 25 kvadratmeter får upprättas utan bygglov.[54]

## Styre i regioner och kommuner
Under mandatperioden 2018–2022 är Kristdemokraterna med och styr i 12 av Sveriges 21 regioner och i 156 av Sveriges 290 kommuner (se ). I 3 kommuner har Kristdemokraterna över 1/3 av alla fullmäktigemandat:
- Markaryd (15 av 35 ledamöter). Här styr KD i majoritet med M och C
- Laxå (12 av 31 mandat). Här styr KD i majoritet tillsammans med C och MP.
- Ödeshög (12 av 35 mandat). Här styr KD i majoritet tillsammans med S och C.